# Gert Voss
Pour les articles homonymes, voir Voss (homonymie).
Gert Voss est un acteur allemand né à Shangaï le 10 octobre 1941 et mort à Vienne (Autriche) le 13 juillet 2014. Il est considéré comme l'un des plus grands acteurs  de théâtre de langue allemande de l'Après-Guerre.

## Biographie

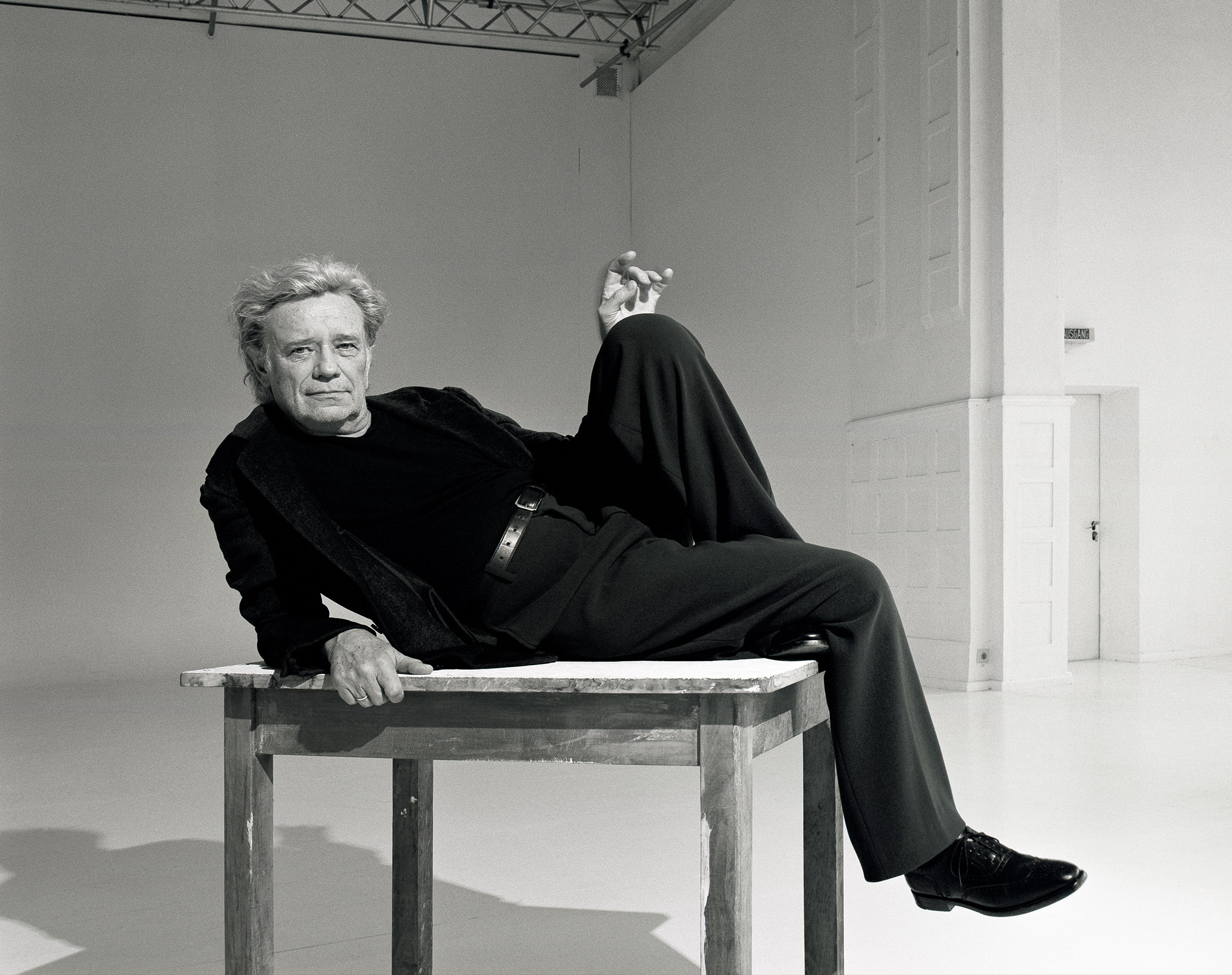
Gert Voss photographié par Oliver Mark, Berlin 2007

## Rôles interprétés au théâtre
- Urfaust de Goethe - Rôle : Faust - mise en scène: Hans Karl Zeiser
- L'Éveil du printemps de Frank Wedekind - Melchior- mise en scène: Alfred Kirchner
- Amphitryon de Heinrich von Kleist - Rôle-titre - mise en scène: Niels-Peter Rudolph
- Cabale et Amour de Friedrich Schiller - Ferdinand - mise en scène: Horst Statkus
- Les Brigands de Friedrich Schiller - Karl Moor - mise en scène: Claus Peymann
- Woyzeck de Georg Büchner - Rôle-titre - mise en scène: Alfred Kirchner
- Tartuffe de Molière - Rôle-titre - mise en scène: Valentin Jeker
- La Cruche cassée de Heinrich de Kleist - Dorfrichter Adam - mise en scène: Alfred Kirchner
- Nathan le Sage de Gotthold Ephraim Lessing - Saladin -mise en scène: Claus Peymann
- La Cerisaie de Anton Tchekhov - Firs - mise en scène: Matthias Langhoff
- Mesure pour mesure de William Shakespeare - Angelo - mise en scène: B. K. Tragelehn
- La Bataille d'Arminius de Heinrich de Kleist - Hermann - mise en scène: Claus Peymann (1982)
- Herzogin de Malfi de John Webster - Ferdinand - mise en scène: Peter Zadek; 1985
- Ritter, Dene, Voss de Thomas Bernhard - Ludwig - mise en scène: Claus Peymann (1986)
- Richard III de William Shakespeare - Gloucester, später Richard III. - mise en scène: Claus Peymann (1987)
- Le Marchand de Venise de William Shakespeare - Shylock - mise en scène: Peter Zadek (1988)
- La Tempête de William Shakespeare - Prospero 'Shakespeare) - mise en scène: Claus Peymann (1988)
- Guillaume Tell de Friedrich Schiller - Gessler - mise en scène: Claus Peymann (1988)
- Othello de William Shakespeare - Othello - mise en scène: George Tabori (1990)
- Ivanov de Anton Tchekhov - Ivanov - mise en scène: Peter Zadek (1990)
- Les Variations Goldberg de George Tabori - M.. Jay - mise en scène: George Tabori (1991)
- Jules César de William Shakespeare - Marc Anton - mise en scène: Peter Stein (1992)
- Requiem pour un espion de George Tabori - Zucker - mise en scène: George Tabori (1993)
- Antoine et Cléopâtre de William Shakespeare - Antoine - mise en scène: Peter Zadek (1994)
- Jedermann de Hugo von Hofmannsthal - Jedermann - mise en scène: Gernot Friedel (1995-1998)
- Ballade vom Wiener Schnitzel de George Tabori - Morgenstern - mise en scène: George Tabori (1996)
- Endlich Schluß de Peter Turrini - Der Mann - mise en scène: Claus Peymann (1997)
- Zurüstungen für die Unsterblichkeit de Peter Handke - Pablo Vega - mise en scène: Claus Peymann (1997)
- Fin de partie de Samuel Beckett - Hamm - mise en scène: George Tabori (1998)
- Figaro lässt sich scheiden de Ödön von Horváth - Figaro - mise en scène: Luc Bondy (1998)
- La Dernière Bande de Samuel Beckett - Krapp - mise en scène: Gert Voss (1999)
- La Mouette de Anton P. Tchekhov - Trigorin - mise en scène: Luc Bondy (2000) Nestroy-Theaterpreis Bester Schauspieler
- Rosmersholm de Henrik Ibsen - Rosmer - mise en scène: Peter Zadek (2000)
- Les Bonnes de Jean Genet - Claire - mise en scène: Gert Voss (2001)
- Elisabeth II de Thomas Bernhard - Herrenstein - mise en scène: Thomas Langhoff (de) (2002)
- Le Juif de Malte de Christopher Marlowe - Barrabas - mise en scène: Peter Zadek (2002)
- Die Sunshine Boys dans la version de Ursula Voss und Gert Voss par Neil Simon - Wlli Krack - mise en scène Gert Voss
- Solness le constructeur de Henrik Ibsen - Solness - mise en scène: Thomas Ostermeier (2004)
- La Chatte sur un toit brûlant de Tennessee Williams - Big Daddy - mise en scène: Andrea Breth (2004)
- Der Totentanz de August Strindberg - Hauptmann Edgar - mise en scène: Peter Zadek (2005)
- Le Roi Lear de William Shakespeare - Le roi Lear - mise en scène: Luc Bondy (2007)
- Wallenstein de Friedrich Schiller - Wallenstein - mise en scène: Thomas Langhoff (2007)
- Faust de Goethe - Mephisto - mise en scène: Matthias Hartmann (2009)
- Einfach Kompliziert(Simplement compliqué) de Thomas Bernhard - alter Schauspieler - mise en scène: Claus Peymann (2011)
- Mesure pour mesure de William Shakespeare - Herzog - mise en scène: Thomas Ostermeier (2012)
- Oncle Vania de Tschekhov - Alexander Wladimirowitsch Serebrjakow - mise en scène: Matthias Hartmann (2012)
- Tartuffe de Molière - Orgon - mise en scène: Luc Bondy (2013)

Ses dernières représentations en France datent de 2012 : au Théâtre de la Ville, où il interprète le vieil acteur fou de Simplement compliqué, de Thomas Bernhard, et au théâtre de l'Odéon, où il joue Mesure pour mesure, de William Shakespeare.

## Cinéma
- 1998 : Endlich Schluß
- 2009 : Vers la fin de l'été
- 2012 : Zettl
- 2014 : Le Labyrinthe du silence

## Prix et distinctions
- 1992 : Prix Fritz Kortner
- 1998 : Kammerschauspieler